# 朱恩钾
长垣恭顺王朱恩钾（1460年—1513年10月17日），明朝辽靖王朱豪墭的嫡四子，王妃余氏所生。明朝第一代辽藩长垣王。

## 生平
天顺八年（1464年）六月，作为辽肃王朱贵𤊐的嫡四孙被赐名。
成化十三年（1477年）四月，明宪宗遣寧陽侯陳瑛、駙馬都尉蔡震、楊偉、樊凱、成安伯郭鐄、南寧伯毛文、安順伯薛珤、廣寧伯劉瓘為正使，尚寶司司丞李溥、中書舍人楊泰、兵部郎中宋訥、刑部郎中舒春、工部郎中張達、吏部員外郎陳政、戶部員外郎郝冕、禮部員外郎趙繕為副使，持節冊封镇国将军朱恩钾為長垣王。
成化十四年（1478年）九月，宪宗遣保定侯梁傅、靖遠伯王添、寧晉伯劉福、郭鐄、武平伯陳能、修武伯沈煜、懷柔伯施鑑充正使，尚寶司司丞李溥、給事中仰昇、李孟暢、方陟、趙艮、張琛、劉英充副使，持節冊封兵馬副指揮陳浩的女兒為長垣王妃。
弘治二年（1489年）九月，因朱恩钾所请，赐《釋氏源流》一部。弘治九年（1496年）十一月，因朱恩钾所请，赐《大明仁孝皇后內訓》《資治通鑑綱目》各一部。正德六年（1511年）五月，因朱恩钾所请，赐《皇明祖訓》《皇明典禮》各一部。
正德八年（1513年）九月，朱恩钾去世。明武宗得知死讯，輟朝一日，按例賜祭葬，谥恭順。
正德十一年（1516年）十月，其嫡长子朱宠泑受册袭封。

## 家庭

### 妻妾
- 王妃陈氏

### 子孙
- 庶长子朱宠洝，成化十六年（1480年）七月赐名[10]
- 嫡次子长垣王朱宠泑，號容菴[11]
- 第三子朱宠沄，成化二十三年（1487年）四月赐名，[12]弘治九年（1496年）十月按制度赐镇国将军誥命冠服[13]
- 嫡四子朱寵溦，弘治元年（1488年）十月赐名[14]

## 评价
- 《弇山堂别集》卷072：敬順事上，和比於理。